# 嫩科維奇
51°52′34″N 26°4′43″E / 51.87611°N 26.07861°E
嫩科維奇（烏克蘭語：Неньковичі），是烏克蘭西北部的村莊，隸屬里夫內州瓦拉什區的扎里奇内市镇。該村始建於1513年，面積61.4平方公里，海拔高度141米，2001年人口1,074，人口密度每平方公里17.5人。